# Pave Gregor 8.
Pave Gregory VIII, født Alberto di Morra (født omkring 1100, Benevento, Tysk-romerske rige, død 17. December 1187, Pisa) katolsk pave som stræbte efter at indføre større kirketugt og opfordrede til det 3. Korstog. Han var pave fra 21. oktober 1187, og 57 dage frem til sin død den 17. december. Han er begravet i Piazza dei Miracoli.
Hans motto ifølge Malachias-forudsigelsen var Ensis Laurentii.